# Peter Torudd Arkitekter

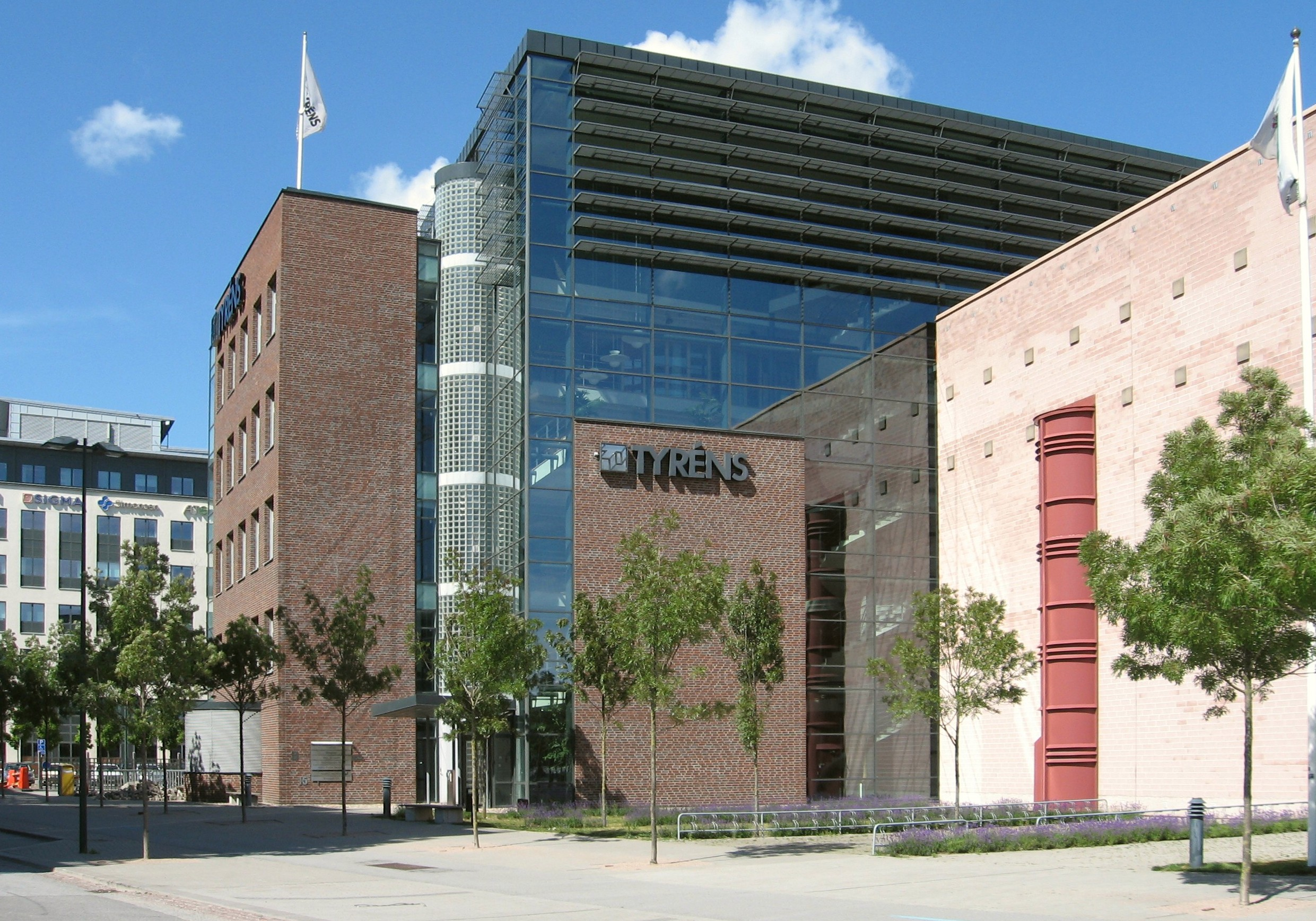
Kranen 9, Tyrénshuset

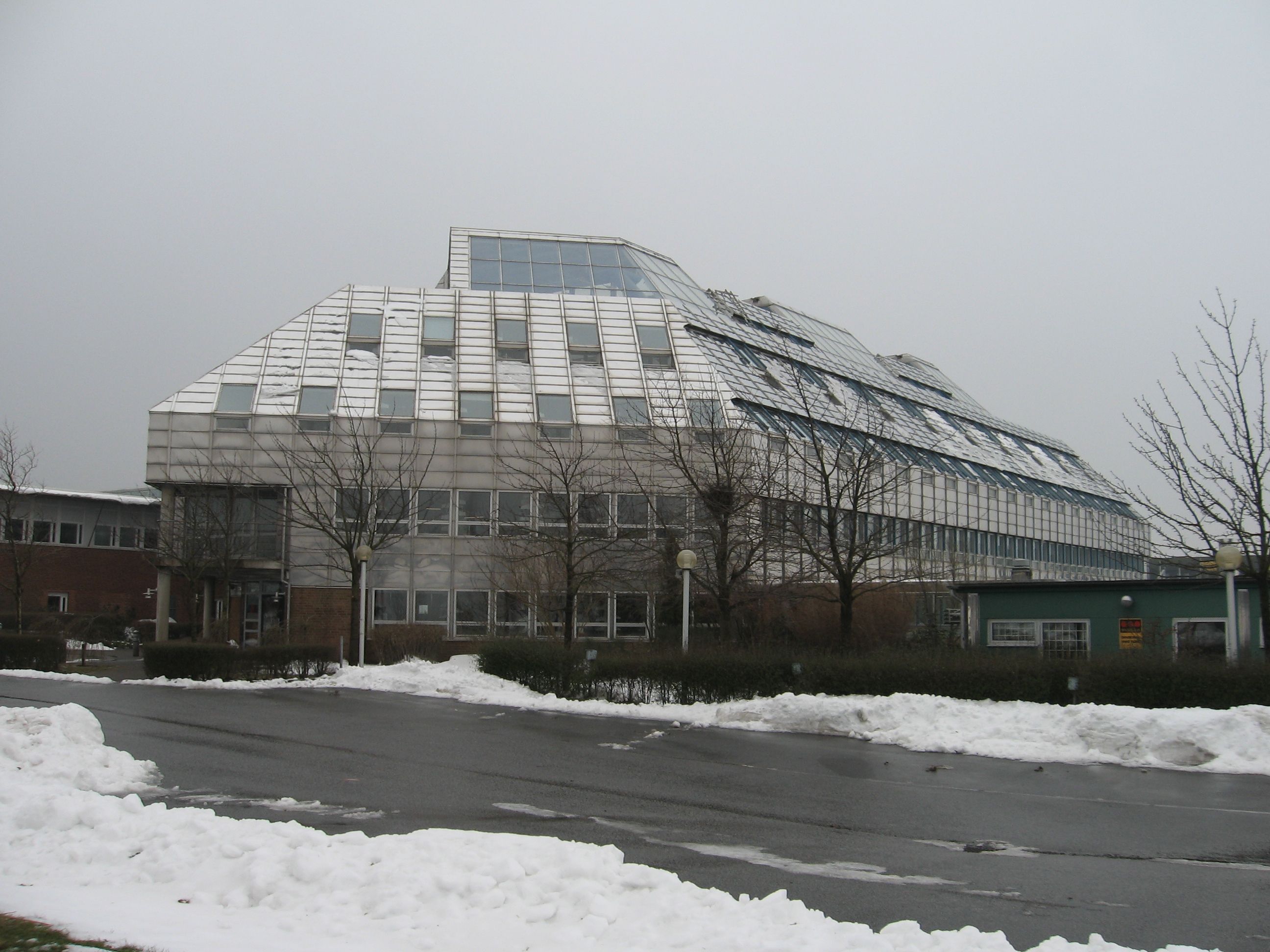
Bibliotektjänst

Peter Torudd Arkitekter  är en svensk arkitektbyrå med kontor i Lund.

## Byggnadsverk i urval
- Medeon, 1987-1991[2]
- Bibliotekstjänst, Gunnesbo Lund, 1991
- Gäddan 8, Malmö, 1998
- Miljögården, Pilsåker Lund, 2003
- Kranen 9, Malmö, 2002